# Ausktribosphenida
Los ausctribosfénidos (Ausktribosphenida) son un orden de mamíferos prototerios que habitó en el Cretáceo temprano en Australia, como los demuestran los fósiles encontrados en Flat Rock, Victoria, correspondientes a dos especies de sendos géneros diferentes, Ausktribosphenos nyktos y Bishops witmorei pertenecientes a la familia Ausktribosphenidae.